# Таджикистан
Таджикиста́н (тадж. Тоҷикистон, офіційна назва Респу́бліка Таджикиста́н,  тадж. Ҷумҳурии Тоҷикистон) — держава в Центральній Азії, межує на півночі з Киргизстаном, сході з Китаєм, півдні з Афганістаном, заході з Узбекистаном. Таджикистан розташований в передгір'ях Паміру і не має виходу до моря. Це найменша за площею центральноазійська держава. Столиця — Душанбе.
З 1929 по 1991 роки Таджикистан входив до складу СРСР як одна із союзних республік (Таджицька РСР). Незалежність країни була проголошена 9 вересня 1991 року, однак фактичне відокремлення сталося після розпаду СРСР в грудні 1991 року.
Таджикистан багатий на природні ресурси, але оскільки 93 % території республіки займають гори, їхній видобуток ускладнений слабо розвиненою інфраструктурою. Таджикистан розташований далеко від основних євразійських транспортних потоків. Важке економічне становище є наслідком багатьох чинників: невигідним ЕГР (відстороненість від світової інфраструктури, високогірне положення), важкою соціальною обстановкою (в країні після розпаду СРСР розпочалася громадянська війна), слабкою розвиненістю таджицької економіки як такої і слабкою владою (в сучасних умовах Таджикистан має нетривалий досвід державності). За обсягом ВВП на душу населення республіка поступається всім пострадянським державам, посідаючи за цим показником третє місце з кінця в Азії.
Таджикистан приєднався до Організації економічної співпраці,  започаткованої Іраном, Туреччиною і Пакистаном. З 1992 року Таджикистан — член ООН і ОБСЄ, член СНД, МВФ.

## Етимологія
Назва «Таджикистан» (тадж. Тоҷикистон; перс. تاجیکستان — Тоджікістон — «країна таджиків») походить від самоназви таджиків і суфікса «-іста/-стан». Назва з'явилася в 1924 році в результаті національно-територіального розмежування Середньої Азії і створення Таджицької АРСР в складі Узбецької РСР (у 1929–1991 рр. — Таджицька РСР).
Предки таджиків називали свою країну «Aryānam Vaeja». Назва походить від давньоіранської «aryanam» і авестійської «airyanam» (середньоперською — «Erān», таджицькою -«Ерон») і приблизно перекладається як «Країна аріїв». Вважається, що в епоху Ахеменідів (550—327 рр. до н. е.) поняття «Aryānam Vaeja» трансформувалося в «Aryānam Xšaθram»—"Держава аріїв". Давньоіранське поняття «Aryānam Xšaθram» дало назву державі Аршакідів (250—224 рр. до н. е.) — Aryānšaθr (Арійоншаҳр). Назва держави Сасанідів (224—651 рр.) — Erānšahr (Ероншахр) походить від авестійського «Airyānam Xšaθram». Авестійський дифтонг «ai» трансформувався в середньоперський «е».
З часів Ахеменідів назва Іран закріпилася за державами західно-іранських народів, які створили потужні централізовані імперії. Їх східно-іранські брати, безпосередні предки таджиків, таких держав не створили. Країна східно-іранських народів — Туран — була політично роздроблена на три окремі держави: Согдіана, Бактрія, Хорезм, а також країну саків, яка охоплювала території сучасних Казахстану, Киргизстану та Сіньцзян-Уйгурського автономного району Китаю. Пізніше саки завоювали Согд, Бактрію і Хорезм і все межиріччя Амудар'ї та Сирдар'ї стало узагальнено називатися Тураном. Це і є історична назва Таджикистану. Умовним кордоном між Іраном і Тураном в стародавні часи була спочатку Сирдар'я, а в пізніші часи Амудар'я.

## Географія

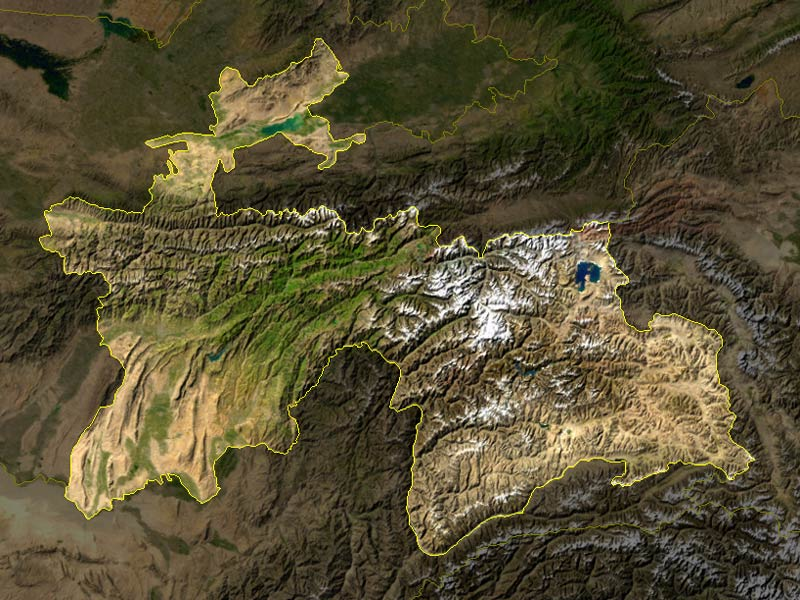
Фото Таджикистану з космосу

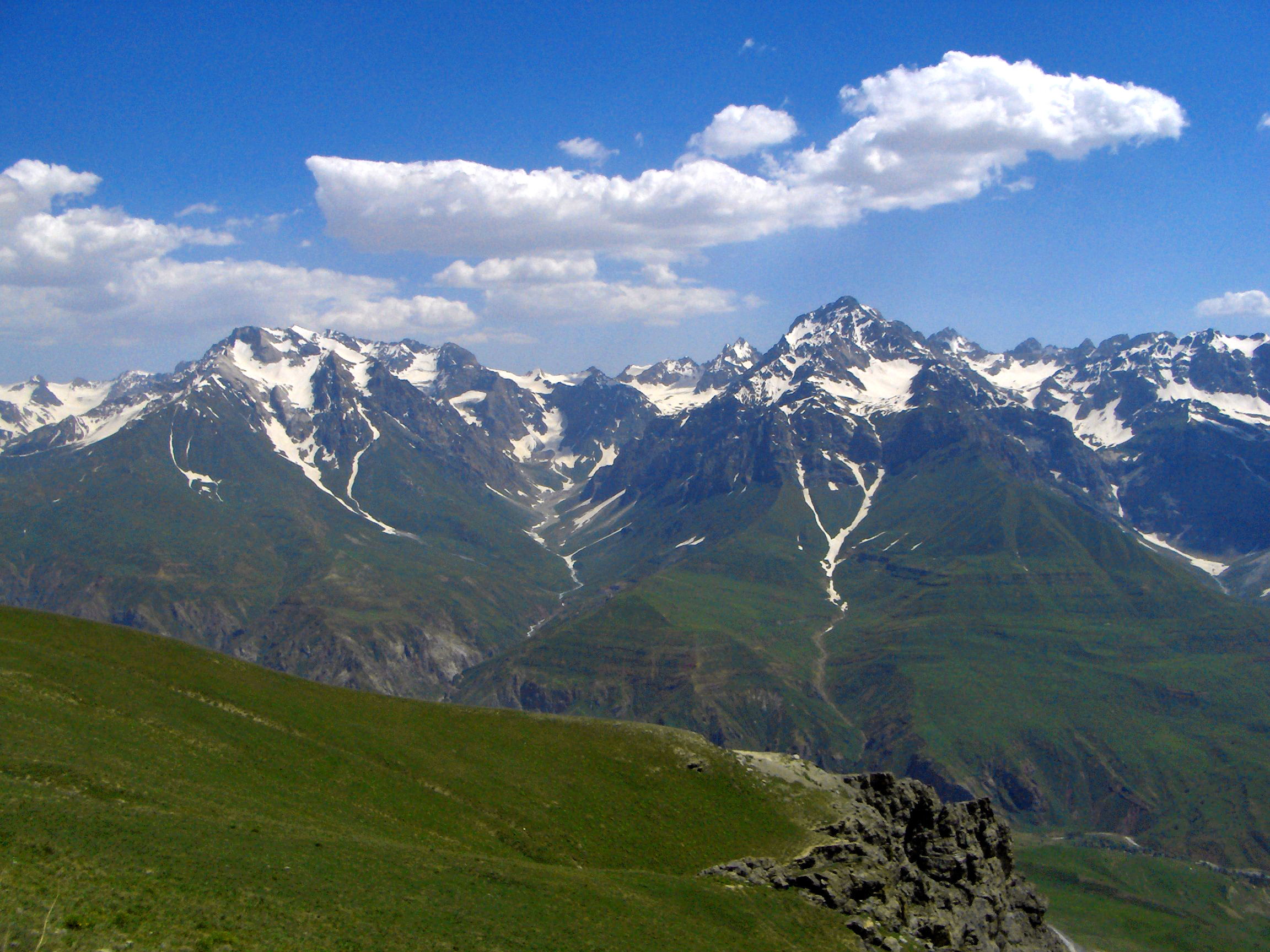
Гори Таджикистану

Таджикистан — гірська країна (93 % території займають гори). У рослинному покриві переважає трав'яниста і напівчагарникова рослинність. 
Клімат континентальний зі значними добовими і сезонними коливаннями температури повітря, малою кількістю опадів, сухим повітрям та малою хмарністю. Середня температура січня коливається від +2…−2 °C у долинах і передгір'ях південного заходу і півночі республіки до −20 °C і опускається нижче на Памірі. Абсолютний мінімум температури досягає −63 °C на Памірі (Булункуль). Середня температура липня від +30 °C у низинних долинах південного заходу до 0 °C і нижче на Памірі. Абсолютний максимум температури становить +48 °C (Нижній П'яндж).
Найбільші озера —  —Каракуль (озеро)|Каракуль]], Сарезьке озеро, Іскандеркуль, для зрошування полів були створені водосховища — Кайраккумське водосховище, Нурекське водосховище (також для виробництва електроенергії), Мумінабадське водосховище та Сельбурунське водосховище.
Основні річки: Амудар'я і її притоки — П'яндж, Вахш, Кафірніган, Зеравшан, Сирдар'я. Загалом по території Таджикистану протікають близько 950 річок, що беруть початок переважно в горах Паміру або Гіссаро-Алаю, що належать переважно до басейну Амудар'ї (в тому числі повноводні Пяндж і Вахш). Деякі річки мають стік у Зеравшан і Сирдар'ю. Завдяки крутому падінню багатьох річок, особливо Пянджа і Вахша, Таджикистан займає друге місце в СНД (після Росії) по запасах гідроенергоресурсів.
На півночі Таджикистану, в Согдійській області розташоване одне з найбільших у світі родовищ срібла — Великий Конімансур.

## Історія

### Саманідська держава
Саманіди — династія, що правила в Середній Азії та Ірані в 819-999 роки.
Назву отримала від імені Саман-Худата із селища Саман поблизу Балха. За допомогу, надану при придушенні антиарабського повстання Рафі ібн Лейса (806-810), сини і онуки Самана отримали в 872 в управління всі найважливіші області Мавераннахра. 892 року Ісмаїл Самані стає засновником (еміром) Саманідської держави, об'єднавши деякі частини Мавераннахра та Хорасана (сучасні Середню Азію та Афганістан) в єдину централізовану державу.
Згодом Саманідським емірам підпорядковувався Хорасан, підконтрольний Аббасидскому халіфату. Незабаром Саманідам вдалося встановити повну незалежність від Багдада (875-999). Держава Саманідів перестала існувати в 999-1005 роках внаслідок навали тюркомовних племен Карахіндської та Газнавидської держав.

### Гурідський султанат
Гурідський султанат — середньовічна держава, що існувала на території сучасного Афганістану, Ірану, Пакистану, Таджикистану та Індії з 1148 по 1206 рік. Правляча династія — Гуріди, що походили з роду Сурі, від імені Сурі ібн Мухаммада, першого вождя племені Гур біля місцевості Мандеш. Центром держави була область Гор. Столицями були міста Фірузкух та Газні. Засновником могутності династії є Із уд-Дін Хусайн ібн Саам, світ хаджіб двору Газневідів.
Після завоювання Гора Махмудом Гезнавідом у 1011 році династія Гурідів перейшла з буддизму до суннітського ісламу. Абу Алі ібн Мухаммад (панував у 1011—1035 роках) був першим мусульманським правителем династії Гурідів, який будував мечеті та ісламські школи в Горі.
Династія скинула державу Газнавідів у 1186 році, коли Султан Музіз ад-Дін Мухаммад із Гура завоював останню столицю Газнавидів — Лахору. Імперія Гурідів охоплювала Хорасан на заході та досягла північної Індії до Бенгалії на сході.

### Династія Картидів

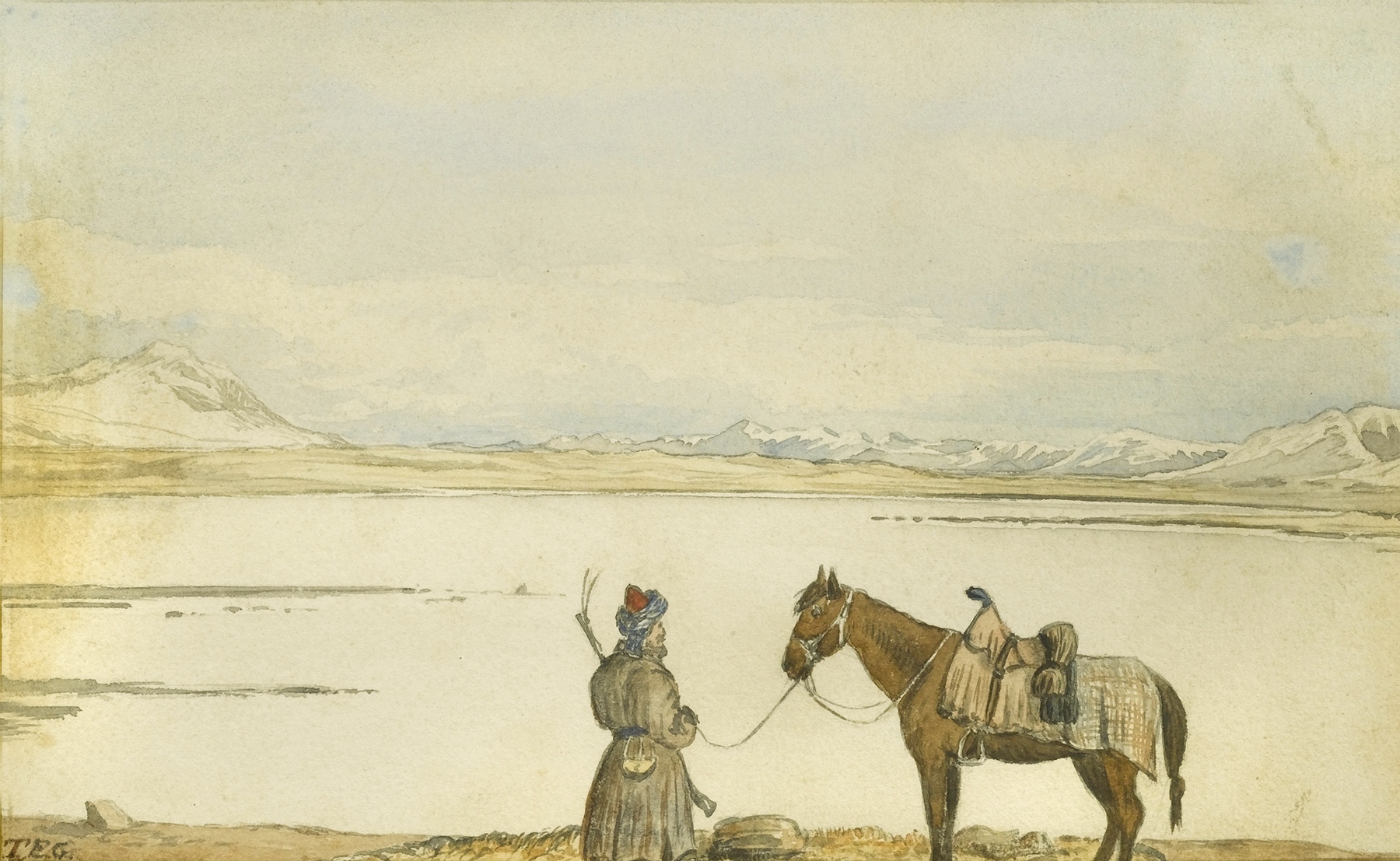
Таджицький мешканець, малюнок XIX ст.

Картиди — середньовічна династія, що правила біля Хорасана в XIII—XIV століттях. Картиди спочатку були підвладні султанові династії Гуридів Гійас уд-Діна Мухаммада, а потім стали васалами Монгольської імперії. При розпаді Держави Хулагуїдів у 1335 правитель Картидів Муїз уд-Дін Хусайн ібн Гійас намагався розширити свої володіння. Смерть Хусайна в 1370 і вторгнення військ Тамерлана в 1381 поставили хрест на амбіціях Картидів.

### Бухарське ханство
З XVI століття на цих землях править Бухарське ханство, засноване Шейбанідами на руїнах держави Тимурідів. Найбільше політичне посилення і територіальне розширення Бухарського ханства пов'язано з діяльністю Абдулла-хана II (правив в 1557—98). Були завойовані Балх і Фергана (1573), Ташкент (1576), Хорасан з Гератом і Мешхедом (1582—83), Хорезм (1593—94), встановлені торговельні і дипломатичні стосунки з Московським царством. У містах розвивалися ремесло і торгівля, тривало будівництво. Після смерті Абдулла-хана і вбивства його сина династія Шейбанідів у Бухарському ханстві припинилася. У часи правління династії Аштарханідів у ханстві точилися міжусобні боротьба і війни з сефевідським Іраном, казахами, Хівинським ханством.
У 1740 році ханство було завойоване Надір-шахом. Унаслідок міжусобних війн влада в державі після смерті Надіра (1747) перейшла до династії Мангит, представники якої називали себе емірами. За правління еміра Хайдара (1800—26) знов почалися війни з Хивою, а потім з Кокандом, що тривали аж до приєднання Середньої Азії до Росії. Народні повстання неодноразово потрясали Бухарське ханство. Одним з найбільших було повстання хітай-кіпчаків (1821—25).
У 1868 році, після поразки, завданої російською армією військам емірів під Самаркандом, Бухарське ханство було приєднано до Російської імперії на правах васальної держави.

### Російська імперія
Росія була зацікавлена в отриманні доступу до поставок бавовни і в 1870-х роках спробувала перевести вирощування в регіоні із зернових на бавовну (пізніше цю стратегію скопіював СРСР).
Наприкінці 19 століття як громадський рух утверджується джадидизм. Хоча джадидисти були прихильниками модернізації, а не обов’язково антиросійськими, росіяни вважали цей рух загрозою, оскільки Російська імперія була переважно християнською. Російським військам довелося придушувати повстання проти Кокандського ханства між 1910 і 1913 роками. Подальше насильство сталося в липні 1916 року, коли демонстранти напали на російських солдатів у Худжанді через загрозу примусового призову під час Першої світової війни. Попри те, що російські війська швидко повернули Худжанд під контроль, сутички тривали протягом року в різних місцях Таджикистану.

### Басмацтво

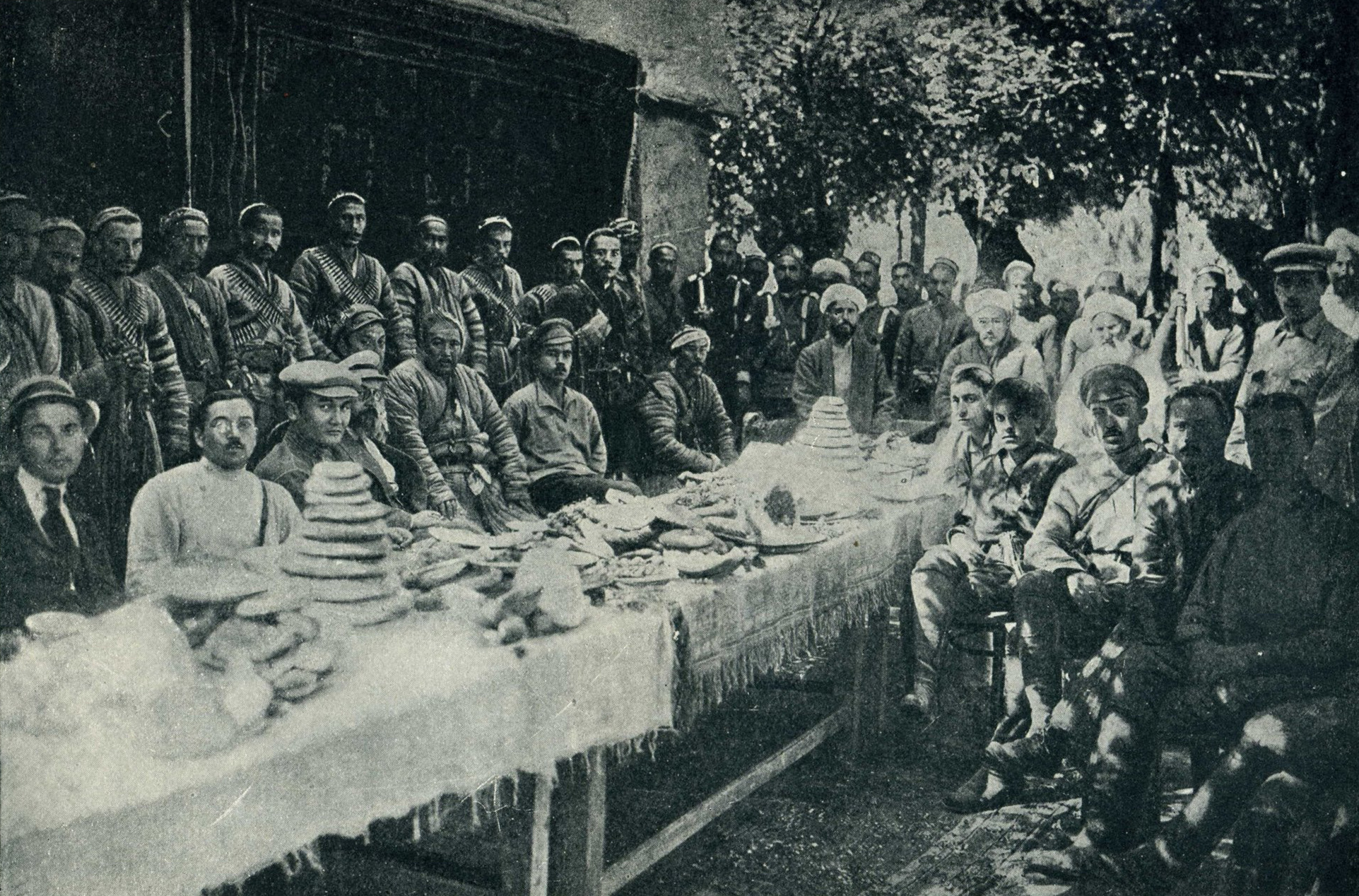
Переговори більшовиків і басмачів, 1921 рік

Після повалення царського режиму в Російській імперії у 1917 році партизани по всій Центральній Азії, знані як басмачі, вели війну проти більшовицьких армій, намагаючись здобути незалежність. Більшовики перемогли після чотирирічної війни, під час якої спалювали мечеті та села, придушували спротив місцевого населення. Радянська влада розпочала кампанію секуляризації. Сповідування ісламу, юдаїзму та християнства піддавалося репресіям, а багато мечетей, церков і синагог були закриті. На цих теренах більшовицька влада проголосила т. зв. Бухарську Народну Радянську Республіку, яка була ліквідована та розділена в 1924 році, внаслідок чого було проголошено Таджицьку Радянську Соціалістичну Республіку. Внаслідок радянської сільськогосподарської політики Центральна Азія, включно з Таджикистаном, постраждала від голоду, який забрав багато життів.

### Радянський період
Два раунди сталінських чисток (1927–1934 та 1937–1938) призвели до виключення майже 10 000 осіб з усіх рівнів Комуністичної партії Таджикистану. На заміну виключених було направлено етнічних росіян, і згодом росіяни домінували на партійних посадах усіх рівнів, включаючи найвищу посаду першого секретаря. З 1926 по 1959 рік частка росіян серед населення Таджикистану зросла з менш ніж 1% до 13%. Бободжан Гафуров, перший секретар Комуністичної партії Таджикистану з 1946 по 1956 рік, був єдиним значущим таджицьким політиком за межами країни в радянську еру. За ним на посаді були Турсунбай Ульджабаєв (1956–1961), 
Джабар Расулов (1961–1982) і Рахмон Набієв (1982–1985, 1991–1992).

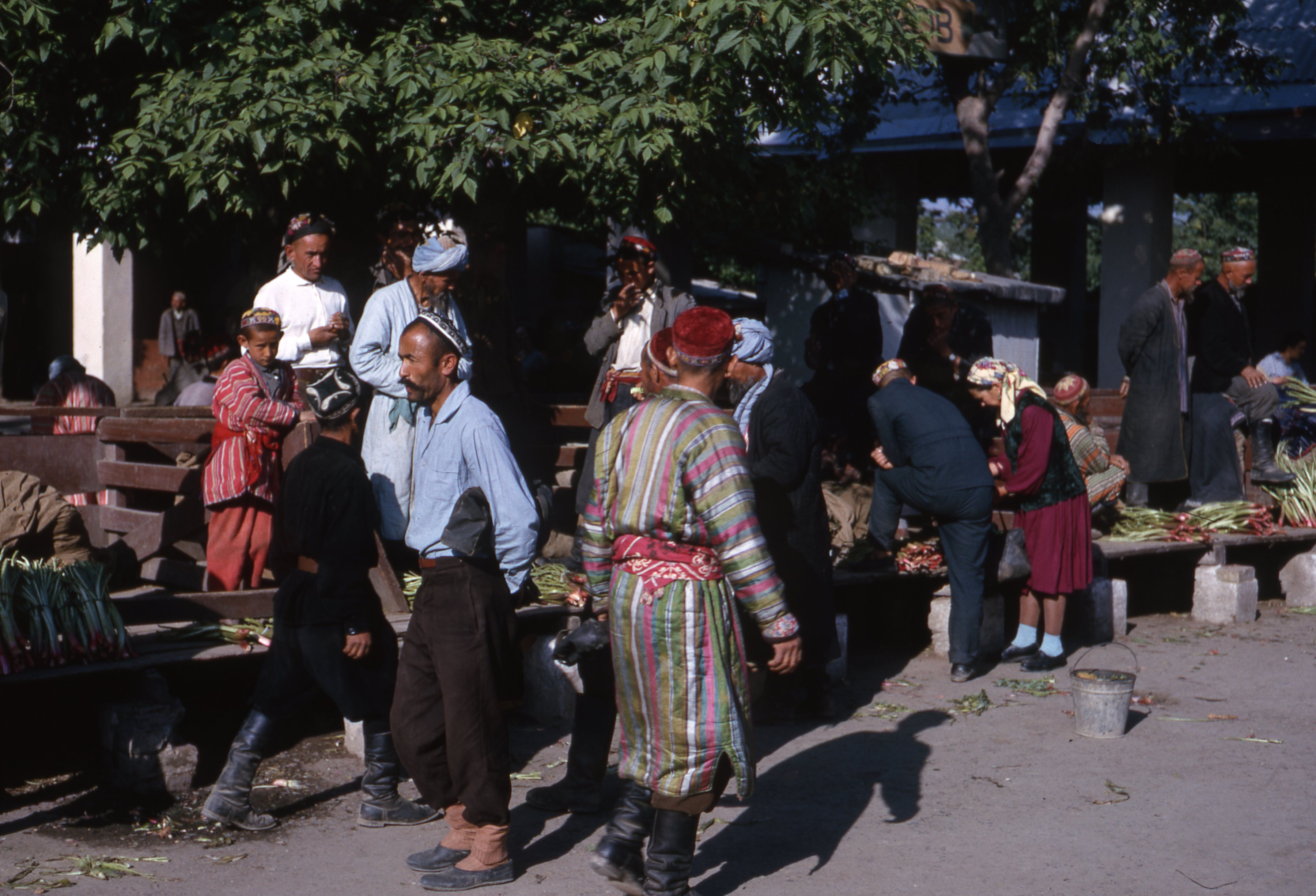
Радянський Таджикистан, 1964

Таджиків почали мобілізовувати до радянської армії в 1939 році, а під час Другої світової війни близько 260 000 громадян Таджикистану воювали проти Німеччини, Фінляндії та Японії. Від 60 000 (4%) до 120 000 (8%) з 1 530 000 громадян Таджикистану були вбиті під час Другої світової війни. Після війни та правління Сталіна були здійснені спроби подальшого розширення сільського господарства та промисловості Таджикистану. У 1957–1958 роках кампанія Микити Хрущова на цілинні землі зосередила увагу на Таджикистані, де умови життя, освіта та промисловість відставали від інших радянських республік. У 1980-х роках у Таджикистані був найнижчий рівень заощаджень домогосподарств у СРСР, найнижчий відсоток домогосподарств у двох групах із найвищим доходом на душу населення і найнижчий рівень випускників університетів на 1000 осіб. Наприкінці 1980-х років таджицькі націоналісти вимагали розширення прав. Справжні заворушення в республіці не відбувалися до 1990 року. Наступного року Радянський Союз розпався, і 9 вересня 1991 року Таджикистан проголосив свою незалежність, у день, який зараз відзначається як День незалежності країни.

### Незалежний Таджикистан

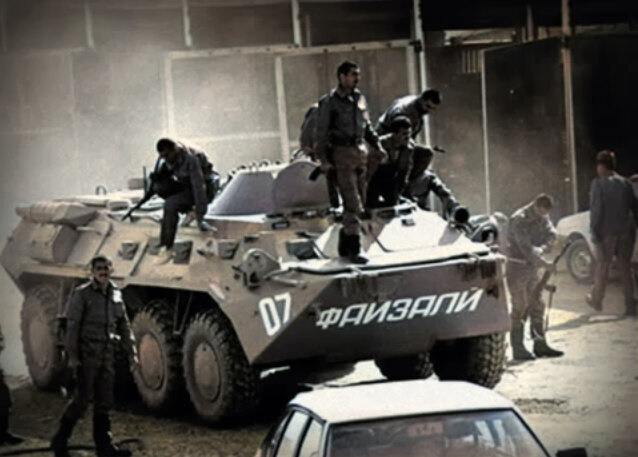
Спецназ під час громадянської війни

Майже відразу після здобуття незалежності в країні почалася громадянська війна між різними фракціями. Понад 500 000 жителів виїхало з Таджикистану протягом цього часу через переслідування, зростання бідності та кращі економічні можливості на заході чи в інших колишніх радянських республіках. Емомалі Рахмон прийшов до влади в 1992 році, перемігши колишнього прем'єр-міністра Абдумаліка Абдуладжанова на президентських виборах у листопаді, набравши 58% голосів. Вибори відбулися незабаром після закінчення війни, і Таджикистан був у стані повної розрухи. За різними оцінками, кількість загиблих перевищила 100 тисяч. Близько 1,2 мільйона людей були переселенцями або біженцями. 1997 року було досягнуто припинення вогню між Рахмоном та опозиційними партіями під керівництвом Герда Меррема, що стало успішною миротворчою ініціативою ООН. Припинення вогню гарантувало, що 30% міністерських посад дістануться опозиції. Вибори відбулися в 1999 році, хоча їх критикували опозиційні партії та іноземні спостерігачі як несправедливі, і Рахмона було переобрано з 98% голосів. Вибори 2006 року знову виграв Рахмон (з 79% голосів), і почав свій третій термін на посаді. Кілька опозиційних партій бойкотували вибори 2006 року, а Організація з безпеки та співробітництва в Європі (ОБСЄ) розкритикувала їх, хоча спостерігачі від Співдружності Незалежних Держав стверджували, що вибори були законними та прозорими. У жовтні 2010 року адміністрація Рахмона зазнала подальшої критики з боку ОБСЄ за цензуру та репресії щодо ЗМІ. ОБСЄ стверджувала, що уряд Таджикистану піддав цензурі таджицькі та іноземні веб-сайти та запровадив податкові перевірки незалежних друкарень, що призвело до припинення друкарської діяльності ряду незалежних газет.
Російські прикордонні війська були розміщені вздовж таджицько-афганського кордону до літа 2005 року. Після терактів 11 вересня 2001 року французькі війська були розміщені в аеропорту Душанбе для підтримки повітряних операцій Міжнародних сил сприяння безпеці НАТО в Афганістані. Персонал армії та морської піхоти США періодично відвідує Таджикистан для проведення спільних навчальних місій тривалістю до кількох тижнів. Уряд Індії відновив авіабазу Айні, військовий аеропорт, розташований за 15 км на південний захід від Душанбе, вартістю 70 мільйонів доларів США, завершивши ремонт у вересні 2010 року. Зараз це головна база ВПС Таджикистану. Були переговори з Росією щодо використання об’єкта в Айні, і Росія продовжує утримувати велику базу на околицях Душанбе.
У 2010 році офіційні особи Таджикистану висловлювали занепокоєння тим, що ісламський мілітаризм на сході країни зростає після втечі 25 бойовиків із таджицької в’язниці в серпні, а також засідки, яка вбила 28 таджицьких солдатів у Раштській долині у вересні та іншу засідку в долині в жовтні, в результаті якої загинуло 30 солдатів, після чого виникли бої за межами Гарма, в результаті яких загинули 3 бойовики. На сьогоднішній день МВС країни стверджує, що центральний уряд зберігає повний контроль над сходом країни, а військова операція в Раштській долині була завершена в листопаді 2010 року. Однак бої спалахнули знову в липні 2012 року. 2015 року Росія направила додаткові війська до Таджикистану.
У травні 2015 року національна безпека Таджикистану зазнала серйозної невдачі, коли полковник Гулмурод Халімов, командир загону поліції особливого призначення (ОМОН) МВС, перейшов на бік Ісламської держави.
У 2021 році, після падіння Кабула, Таджикистан нібито втягнувся в Панджширський конфлікт проти Талібану на боці Фронту національного опору Афганістану.

## Населення

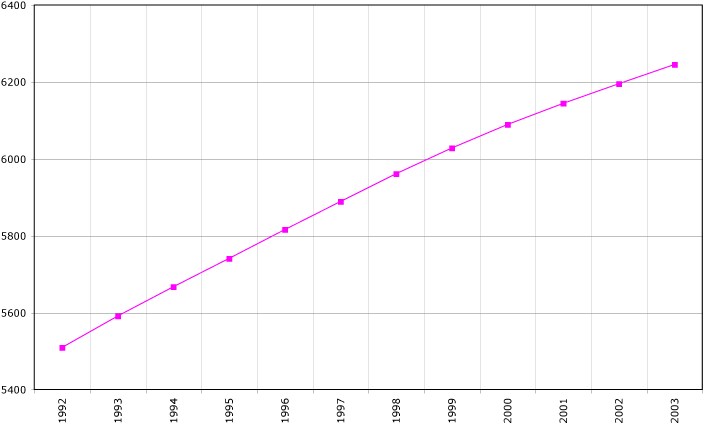
Демографічна крива Таджикистану

За даними перепису населення, проведеного 20-27 січня 2000 року, чисельність наявного населення Республіки Таджикистан на 20 січня 2000 року склала 6127,5 тисяч осіб. Населення Таджикистану давно зростає швидкими темпами: у 1959 році тут було 1981 тис. осіб, у 1989 — 5109 тис. і, на відміну від європейських країн СНД, продовжувало зростати в 1989—1999 роках, попри значний міграційний відтік населення з республіки (437 тисяч осіб за 11 років). Основний фактор зростання населення — високий природний приріст. Дані на 1 січня 2006 року в табл. 1 — постійне населення за оцінками Державного комітету статистики Таджикистану.
| Регіон                                   | 1989 | 2000 | 2006 |
| ---------------------------------------- | ---- | ---- | ---- |
| Душанбе                                  | 594  | 562  | 646  |
| Согдійська область                       | 1558 | 1870 | 2061 |
| Хатлонська область                       | 1704 | 2151 | 2463 |
| Горно-Бадахшанська автономна область     | 161  | 206  | 218  |
| Райони республіканського підпорядкування | 1092 | 1338 | 1531 |
| Всього республіка Таджикистан            | 5109 | 6127 | 6920 |

За переписом 1970 року, в Таджикистані жили 31,7 тис. українців (1,1 % всього населення) (у тому числі 29,4 тис.чол. (92 % всіх) у столиці — Душанбе; 3,6 % всього населення міста); 53 % вважали українську мову за рідну, а ще 11 % вільно нею володіли.

## Адміністративний поділ

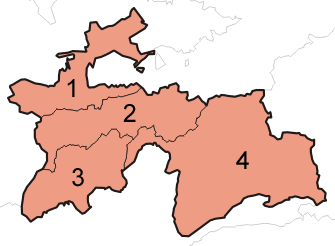
Провінції Таджикистану

Адміністративно Таджикистан розділений на 2 області (тадж. Вилоят) і одну автономну область (тадж. Вилояти мухтор). Крім цього, виділено 13 районів республіканського підпорядкування в центральній частині країни і місто Душанбе, що має особливий статус. Кожна область поділена на райони (тадж. Нохия), які, у свою чергу, поділяються на джамоати (громади), і далі — на деха (села).
1. Согдійська область;
2. Міста й райони республіканського підпорядкування Таджикистану (МРРП);
3. Хатлонська область;
4. Горно-Бадахшанська автономна область (ГБАО).

## Економіка

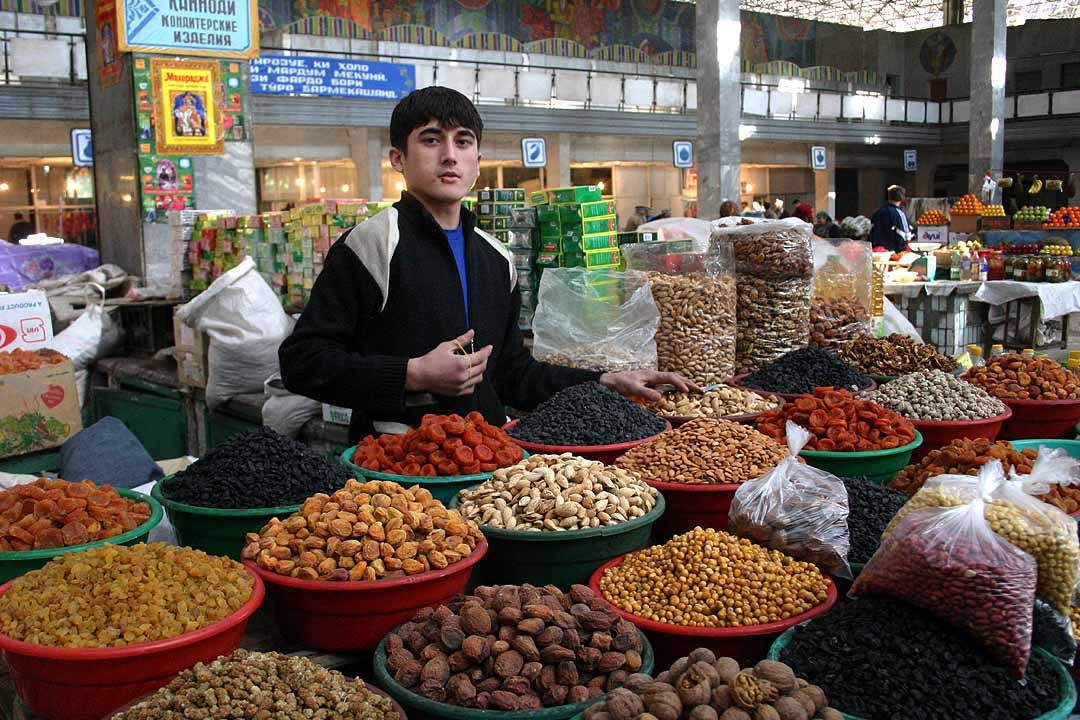
Типовий таджицький ринок, 2005

На початку XXI століття Таджикистан має одну з найслабших економік Центральної Азії. Основні галузі промисловості: гірнича, хімічна, бавовняна, металовиробна, машинобудівна. Транспорт головним чином автомобільний. Залізниця з'єднує північні і південні райони країни з сусідніми районами Узбекистану. Головний аеропорт країни знаходиться в Душанбе, є також у Худжанді.
За даними [Index of Economic Freedom, The Heritage Foundation, U.S.A. 2001]:
- ВВП — $ 2,1 млрд.
- Темп зростання ВВП — 8,2 %.
- ВВП на душу населення — $345.
- Прямі закордонні інвестиції — $ 1,6 млн.
- Імпорт — $ 49 млн. (г. ч. Нідерланди — 31,9 %; Узбекистан — 28,6 %; Швейцарія — 19,6 %; Росія — 9,2 %; Казахстан — 1,7 %).
- Експорт (алюміній, бавовна) — $ 40,4 млн. (г.ч. країни СНД — 32,8 %).

У 1997 на частку країн СНД припадало 40 % експорту і 63 % імпорту Таджикистану.

## Політичний устрій

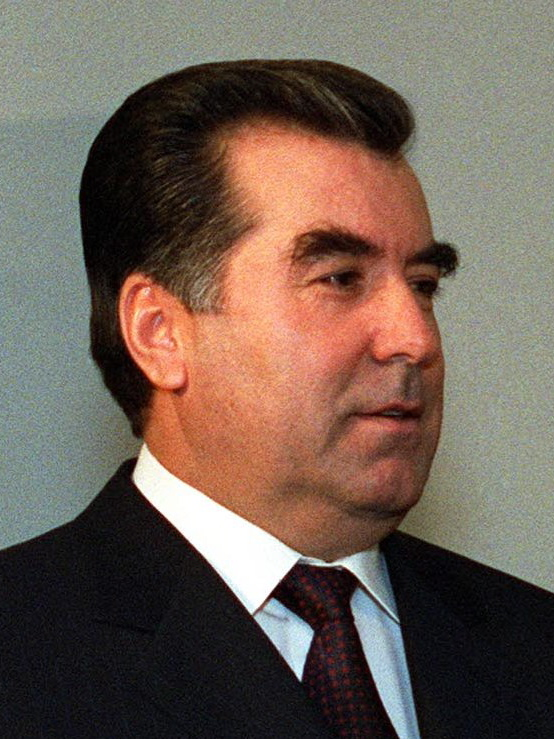
Президент Емомалі Рахмон

### Виконавча влада
Президент, який обирається прямим голосуванням, одночасно є главою держави і главою уряду. Президент призначає прем'єр-міністра та всіх членів уряду без затвердження парламентом. Таким чином, Таджикистан є президентською республікою. Таджикистан провів конституційний референдум 22 червня 2003 року, і Конституція 2003 року, серед інших поправок, встановила обмеження на два семирічні терміни для президента. Обрання Емомалі Рахмона на посаду президента в 2006 році вважається його першим 7-річним терміном згідно з Конституцією 2003 року, і він був переобраний на другий термін у 2013 році, залишаючись на посаді до 2020 року. Рахмон має титул «Лідера нації» і, отже, звільняється від обмежень президентських термінів. Цей титул також надає йому та його родині юридичний імунітет.

### Законодавча влада
Меджліс Олі включає Меджліс із 63 представників, що збирається цілий рік (з листопада до кінця червня), і Національнний меджліс на 33 місця, який збирається не менше двох разів на рік. Двопалатний законодавчий орган був запроваджений Конституцією у вересні 1999 року, а до цього Таджикистан мав однопалатний законодавчий орган.
Члени Меджлісу представників обираються прямими всенародними виборами на п'ятирічний термін. Провладна Народно-демократична партія продовжувала контролювати обидві палати парламенту після виборів 2005 року; ця партія отримала 52 з 63 місць в Меджлісі представників.

### Судова влада
Конституція передбачає незалежну судову систему. Верховний суд є вищою інстанцією. Інші високі суди включають Вищий господарський суд і Конституційний суд, які вирішують питання конституційності. Президент призначає суддів цих трьох судів за погодженням із законодавчою владою. Є також Військовий суд. Судді всіх судів призначаються на 10 років.
Хоча судова влада номінально незалежна, виконавча влада та кримінальні групи мають значний вплив на судові функції. Підкуп суддів, які отримують низьку зарплату та погану підготовку, є звичним явищем. Судова система має місцевий, окружний, регіональний і національний рівні, причому кожен вищий суд виконує функції апеляційного суду для рівня нижче. Оскарження судових рішень відбувається рідко, оскільки населення загалом не довіряє судовій системі. Конституційні гарантії права на адвоката та на швидкий і публічний суд часто ігноруються. Презумпція винуватості підсудного радянських часів залишається в силі. Усі кримінальні провадження проводить прокуратура. Суди розглядаються судами присяжних, за винятком випадків національної безпеки.

### Президенти
- Кахар Махкамов (30 листопада 1990 — 31 серпня 1991; президент Таджицької РСР)
- Кадріддін Аслонов (9 вересня 1991 — 23 вересня 1991; виконувач обов'язків)
- Рахмон Набієв (23 вересня 1991 — 6 жовтня 1991; виконувач обов'язків)
- Акбаршо Іскандаров (6 жовтня 1991 — 2 грудня 1991; виконувач обов'язків)
- Рахмон Набієв (2 грудня 1991 — 7 вересня 1992)
- Акбаршо Іскандаров (7 вересня 1992 — 19 листопада 1992; виконувач обов'язків)
- Емомалі Рахмон (20 листопада 1992 — теперішній час; як голова Верховної Асамблеї з 16 листопада 1994)

## Культура
Історично таджики близькі за походженням персам. 80 % громадян Таджикистану називають своєю рідною мовою таджицьку, яка разом з перською входить до підгрупи іранських мов. Лінгвістично і культурно виділяється Горно-Бадахшанська автономна область на південному сході країни, де говорять на різних східно-іранських мовах.

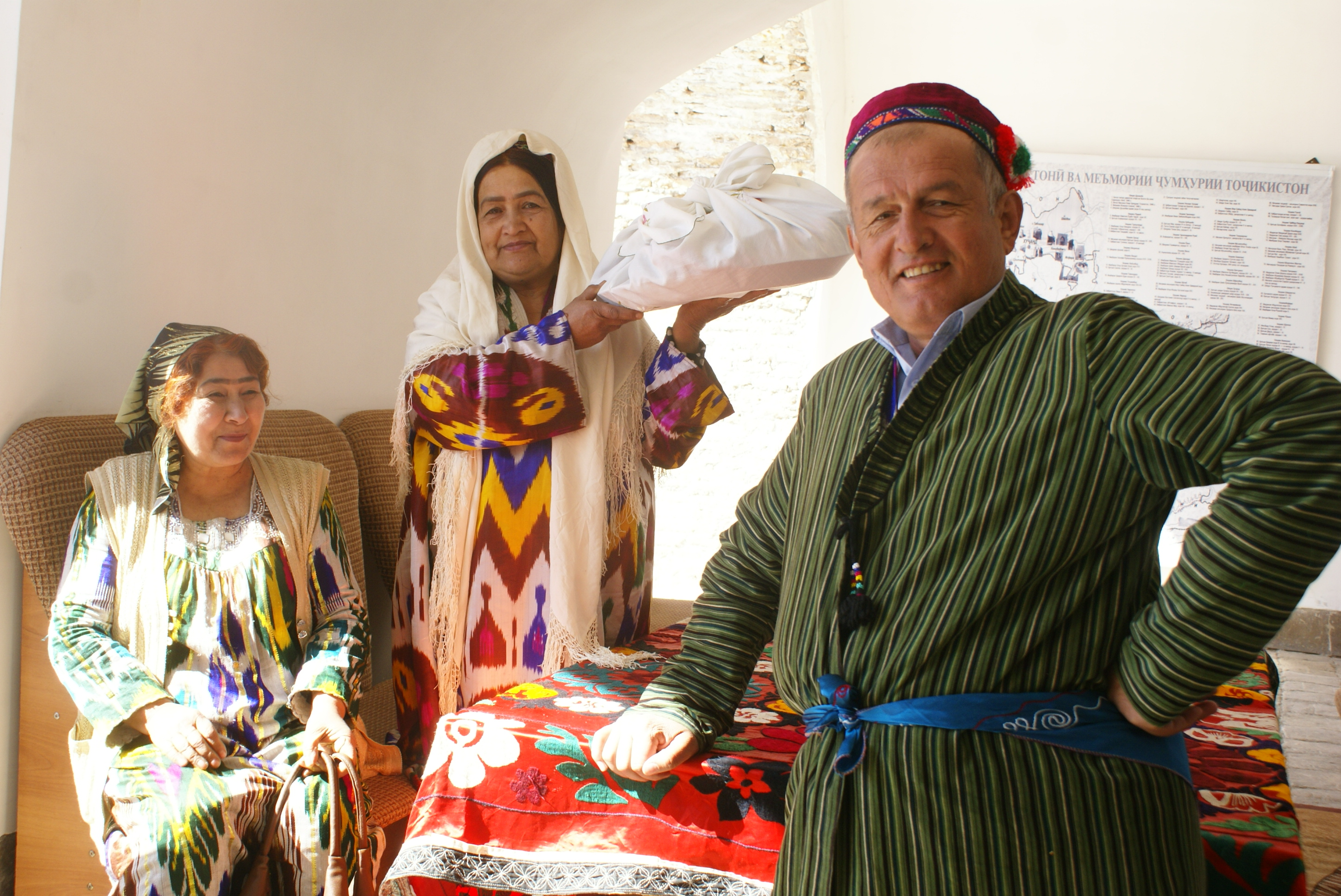
Таджицьке традиційне вбрання

Абсолютна більшість таджиків сповідують сунізм — ортодоксальну течію ісламу, якому в 2009 році було надано статус офіційної релігії. В наш час[коли?] в країні діє близько 3000 мечетей, з яких 259 є соборними. У Горно-Бадахшанській області, однак, багато мусульман-ісмаїлітів. Існують також християнські (в тому числі православні і католицькі) общини, общини бахаїстів, юдеїв, зороастрійців.
На території Таджикистану збереглися пам'ятки культури найдавнішого середньоазійського осілого східно-іранського населення і кочових племен. Для розвитку мистецтва Таджикистану мало велике значення його розташування на торговельних шляхах між Сходом і Заходом, культурно-економічні зв'язки з Іраном, Індією, Східним Туркестаном, Китаєм, країнами Середземномор'я, а також племенами і народами євразійських степів.
Давнє населення Таджикистану зробило великий внесок у мистецтво Бактрія, Кушанського царства, Согда, Тохарістана і Фергани, таджики середньовіччя — у мистецтво держав Саманидів та Тимуридів.
Художня культура таджицького народу тісно пов'язана з культурою інших народів Середньої Азії (особливо узбеків), тому багато пам'яток стародавнього і середньовічного мистецтва є їхньою спільною культурно-мистецькою спадщиною, як, наприклад, архітектурні пам'ятки Бухари та Самарканду, мініатюри, твори декоративно-ужиткового мистецтва. Музична культура таджиків має багато спільного з музикою інших народів Середньої Азії, зокрема поширений жанр арабського походження — маком.